# Otwock
Pour les articles homonymes, voir Otwock (homonymie).
Otwock (prononciation : [ˈɔtfɔt͡sk]) est une ville de la voïvodie de Mazovie, dans le nord-est de la Pologne.
La ville est située à 24 kilomètres au sud-est de Varsovie, capitale de la Pologne. Elle couvre une surface de 47,31 km2 et comptait 45 015 habitants en 2006, la troisième plus grande ville de la banlieue de Varsovie.
Elle est le siège administratif (chef-lieu) du powiat d'Otwock.
Sur le territoire de la ville se situe la Haute École de Gestion et des Sciences Sociales Wyższa Szkoła Przedsiębiorczości i Nauk Społecznych.
Otwock a un caractère et une architecture typiquement suburbains.

## Histoire
Fondée au XVe siècle comme village, Otwock obtient le statut de ville en 1916.
En décembre 1939, après l'invasion de la Pologne par les nazis, les autorités allemandes établissent un ghetto et y enferment les membres de la communauté juive. À la suite de leur arrivée, les nazis mènent une Action T4 et assassinent les patients de hôpital psychiatrique local. En 1942, d'août jusqu'au 19 septembre, 8 000 juifs sont déportés en wagons à bestiaux aux camps d'extermination de Treblinka et d'Auschwitz soit environ 75 % de la population juive locale qui était de 12 000 à 15 000 personnes. Les juifs restants seront assassinés lors d'exécutions de masse peu de temps après.
Otwock est la ville natale d'Irena Sendler (1910 - 2008), l'humanitaire polonaise qui a sauvé des milliers d'enfants juifs pendant la Shoah. C'est aussi celle de Krystyna Dańko a qui fut également attribué le titre de Juste parmi les nations pour les vies qu'elle sauve pendant cette période. L'écrivain juif Calel Perechodnik, auteur de Suis-je un meurtrier ?, est aussi natif de la ville. Après la libération, une maison d'enfants survivants est établie dans la ville.

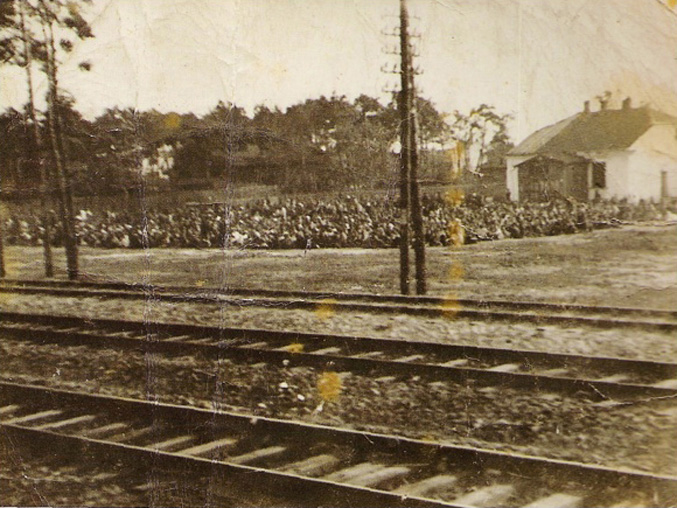
Le 19 août 1942, les Juifs attendent toute la nuit leur déportation pour Treblinka (photo clandestine).

## Relations internationales

### Jumelages
Otwock est jumelée avec :
- Saint-Amand-Montrond (France)
- Lennestadt (Allemagne)